# وندیگو (فیلم)
وندیگو (انگلیسی: Wendigo) فیلمی در ژانر ترسناک است که در سال ۲۰۰۱ منتشر شد. از بازیگران آن می‌توان به پاتریشا کلارکسون، جیک وبر، اریک پر سالیوان و برایان دلات اشاره کرد.